# Casa de Zecas
A Casa de Zecas (em grego: Ζηκας) ou Zique (em parta: zy’k; romaniz.: *Zīg; em grego: Ζικ ou Ζιχ; romaniz.: Zik ou Zich) foi uma das sete grandes casas do Império Sassânida que alegaram ter origem parta. Ao menos três de seus membros são conhecidos: Zecas, o dipnoclétoro de Sapor I (r. 240–270); Zecas, um general de Sapor II (r. 309–379); e Isdigusnas, um emissário de Cosroes I (r. 531–579).